# Dicliptera reptans
Dicliptera reptans är en akantusväxtart som beskrevs av Christian Gottfried Daniel Nees von Esenbeck. Dicliptera reptans ingår i släktet Dicliptera och familjen akantusväxter. Inga underarter finns listade i Catalogue of Life.